# Sarazm
Sarazm est une ville ancienne et également un jamoat (division administrative) située dans le nord-ouest du Tadjikistan, près de la frontière avec l'Ouzbékistan. Elle se trouve près de la ville de Durman dans la vallée du Zeravchan dans la province de Sughd.
Sarazm signifie « le commencement de la terre ». Ce site archéologique proto-urbain datant du quatrième millénaire avant Jésus-Christ et découvert en 1976 est inscrit au patrimoine mondial de l'UNESCO depuis 2010. 

## Histoire
Le site semble indiquer la présence d'une steppe dans la vallée de Zarafshan à l'époque de son établissement. Autour de -3000, il était le plus grand centre d'export métallurgique en Asie centrale. Le lieu était abandonné à l'arrivée des colons Andronovo vers -2000. La découverte de ce site a permis de réfuter l'idée établie que la période achéménide fut le premier peuplement agricole dans cette région.
On suppose alors que la ville s'est reconstituée autour d'une activité de minage de turquoise. En -1500, la ville était devenue un centre régional important pour l'agriculture et un centre de production de cuivre.
Des traces de blé et d'orge (nu ou en coque) ont été découvertes sur le site. En revanche, aucune trace de millet ou de légumineuses n'y a été trouvée. L'orge nu trouvé à Sarazm présente une morphologie comparable à aux traces trouvées dans des sites anciens du Pakistan comme Mehrgarh et Nausharo et aussi en Chine, où la plus ancienne utilisation de l'orge a été recensée.
Le site proto-urbain a été découvert en 1976 par un fermier local nommé Ashurali Tailonov qui a trouvé une dague de cuivre près d'un site de construction. Le site a ensuite été excavé par Abdullo Isakov et des archéologues français en 1977. À partir de 1984, le CNRS coopère aux efforts de fouilles.

## Conservation
Les résolutions du gouvernement de la république du Tadjikistan n° 391 du 21 septembre 2000 et n° 198 du 19 avril 2001 lui confère le statut de Réserve historique et archéologique. Le site est géré par le Centre archéologique de Pendjikent sous la supervision de l’Institut d’histoire, d’archéologie et d’ethnographie de l’Académie des sciences du Tadjikistan depuis le début des fouilles en 1979.
Le site proto-urbain de Sarazm a été inscrit au patrimoine mondial de l'UNESCO en juillet 2010 comme un « site archéologique portant le témoignage du développement des colonies humaines en Asie centrale du quatrième au troisième millénaire avant Jésus-Christ ». Il s'agit du premier site à avoir été reconnu par l'UNESCO au Tadjikistan.
L'UNESCO considère que l'intégrité du site est acceptable et sous contrôle grâce aux programmes de conservation entrepris.